# Кельнська вища школа музики
Кельнська вища школа музики (нім. Hochschule für Musik Köln) — одна з найбільших консерваторій Європи, розташована в Кельні (Німеччина). За станом на 2004/2005 навчальний рік у ній навчалося більше тисячі студентів, не враховуючи ще майже п'ятисот студентів у філіях в Аахені й Вупперталі.

## Історія
Кельнська вища школа музики заснована 1845 року. Після об'єднання 1972 року з раніше незалежними консерваторіями Аахена й Вупперталя одержала назву Державної Вищої школи музики Рейнландії (нім. Staatliche Hochschule für Musik Rheinland), з 2009 року має сучасну назву.

## Відомі випускники
- Адольф Буш
- Франц Пауль Деккер
- Ганс Кнаппертсбуш
- Карлгайнц Штокгаузен
- Сойонг Йон